# Мате, Юрий Ильич
Юрий Ильич Мате (укр. Юрій Ілліч Мате; род. 7 января 1999, Донецк) — украинский футболист, защитник клуба «Мурас Юнайтед».

## Карьера

### «Шахтёр» Донецк
Карьеру футболиста начал в родном донецком «Шахтёре». В 2016 году был переведён в команду горняков до 19 лет. За 2 проведённых сезона в команде футболист отличился 4 голами в юношеском первенстве. В июле 2018 года футболист перешёл в молодёжную команду клуба, за которую отличился уже 5 забитыми горами в 20 матчах в молодёжном чемпионате Украины.  

#### Аренда в «Оболонь»
В августе 2019 года футболист отправился в аренду в «Оболонь». Первый матч сыграл за резервную команду клуба «Оболонь-2» 24 августа 2019 года против клуба «Подолье». Дебютный матч за основную команду футболист сыграл 27 августа 2019 года в матче Кубка Украины против «Волчанска», также забив дебютный гол за клуб на 166 минуте, который по итогу оказался победным. Позже футболист продолжил выступать за резервную команду, за которую по итогу сезона провёл 11 матчей. В июле 2020 года вернулся в распоряжение основной команды. Свой дебютный матч за клуб в Первой лиге сыграл 15 июля 2020 года против одесского «Черноморца».

### «Оболонь»
В августе 2020 года футболист по окончании арендного соглашения на полноценной основе перешёл в «Оболонь». Первый матч сыграл за «Оболонь-2» 6 сентября 2020 года против клуба «Ужгород». Первый матч за основную команду сыграл 11 сентября 2020 года против клуба «Прикарпатье». Свой дебютный гол забил 12 сентября 2020 года за вторую команду против винницкой «Нивы». В октябре 2020 года футболист стал выступать за основную команду, выходя в стартовом составе, в котором затем сразу же закрепился. В январе 2021 года футболист продлил контракт с клубом до июня 2022 года. Дебютный гол за клуб забил 31 марта 2021 года в матче против клуба «Кремень». По итогу сезона провёл за клуб 25 матчей во всех турнирах, записав в свой актив забитый гол. 
Летом 2021 года футболист начинал сезон на скамейке запасных. Первый матч в сезоне сыграл 22 августа 2021 года в матче против харьковского «Металлиста», выйдя на замену в начале второго тайма. В октябре 2021 года футболист стал снова получать больше игровой практики. Всего за сезон успел сыграть в 13 матчах во всех турнирах. В июле 2022 года покинул клуб. 

### «Лиепая»
В сентябре 2022 года футболист перешёл в латвийский клуб «Лиепая». Дебютировал за клуб 11 сентября 2022 года в матче против клуба «Супер Нова», выйдя в стартовом составе. Футболист сразу же закрепился в основной команде клуба, став одним из ключевых защитников. Закончил сезон вместе с клубом на 4 итоговом месте, проведя на поле 9 матчей, результативными действиями не отличившись. 
В ноябре 2022 года футболист продлил контракт с клубом до конца 2023 года. Первый матч в новом сезоне сыграл 18 марта 2023 года против «Валмиеры», выйдя на поле в стартовом составе. Дебютный гол за клуб забил 7 мая 2023 года в матче против клуба «Ауда». На протяжении всего сезона был в клубе одним из ключевых игроков, отличившись 3 забитыми голами во всех турнирах. По итогу сезона вместе с клубом занял итоговое пятое место в чемпионате. В декабре 2023 года футболист покинул клуб по окончании срока действия контракта.